# پوزیزولید
پوزیزولید(به انگلیسی: Posizolid) یک آنتی‌بیوتیک از دسته اگزازولیدینون‌ها است که توسط آسترازنکا برای درمان عفونت‌های باکتریایی تحت بررسی است. در غلظت ۲ میلی گرم در لیتر آن، ۹۸٪ از کل باکتری‌های گرم مثبت آزمایش شده را در شرایط آزمایشگاهی مهار کرده‌است.